# Jiangnan

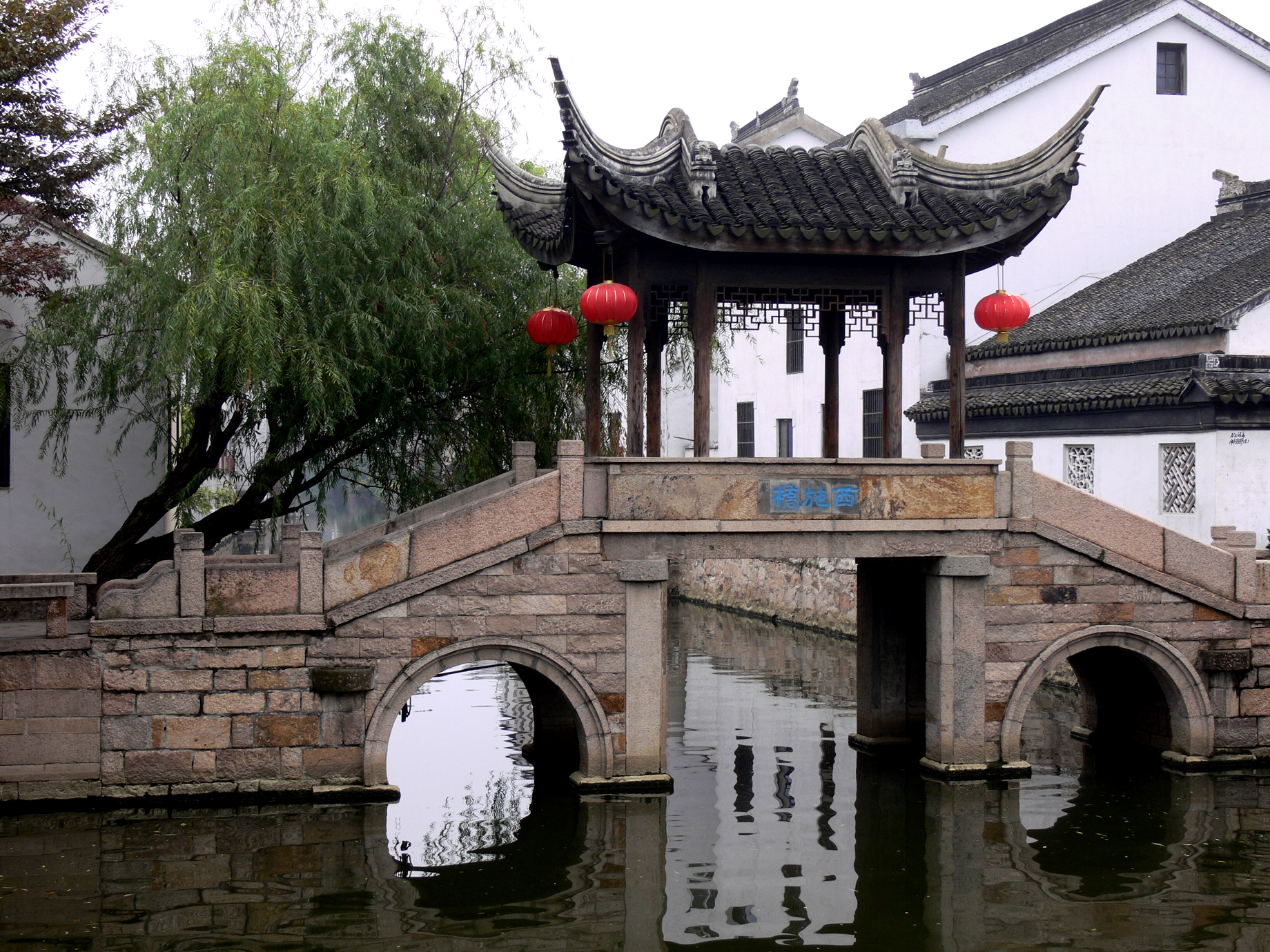
Il ponte Xishi, Mudu, Suzhou

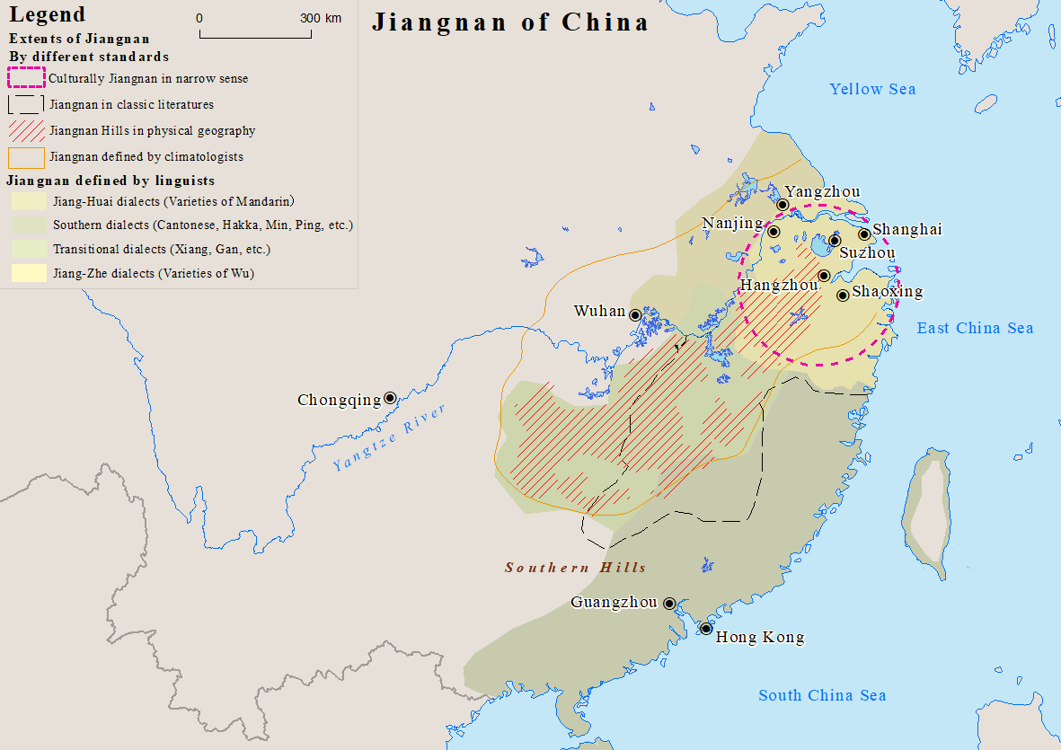
Mappa dell'estensione dello Jiangnan

Jiangnan o Jiang Nan (南T, 江S, 南Jiāngnán; Wu: Kaon平 noe去P, talvolta indicata come Kiang-nan, letteralmente "a sud del fiume") è un'area geografica in Cina riferita alle terre immediatamente a sud del basso corso del Fiume Azzurro, comprendente la parte sud del delta del fiume. La regione comprende la città di Shanghai, la parte meridionale della provincia dello Jiangsu, la parte sud-orientale della provincia di Anhui, la parte settentrionale della provincia di Jiangxi e la parte settentrionale dello Zhejiang. Le città più importanti della zona sono Shanghai, Anqing, Changzhou, Hangzhou, Nanchino, Ningbo, Shaoxing, Suzhou, Wuxi, Wenzhou e Zhenjiang.
Jiangnan è stata a lungo considerata una delle regioni più prospere della Cina grazie alla sua ricchezza in risorse naturali e un elevato sviluppo demografico. La gente della regione parla mandarino Jiangnan e cinese wu come  madrelingua.

## Etimologia
Il termine Jiangnan deriva dal nome finesse del Fiume Azzurro, Cháng Jiāng, e nán che significa "sud." Nel XIX secolo, la gente di lingua inglese la chiamava Keang-nan.

## Storia

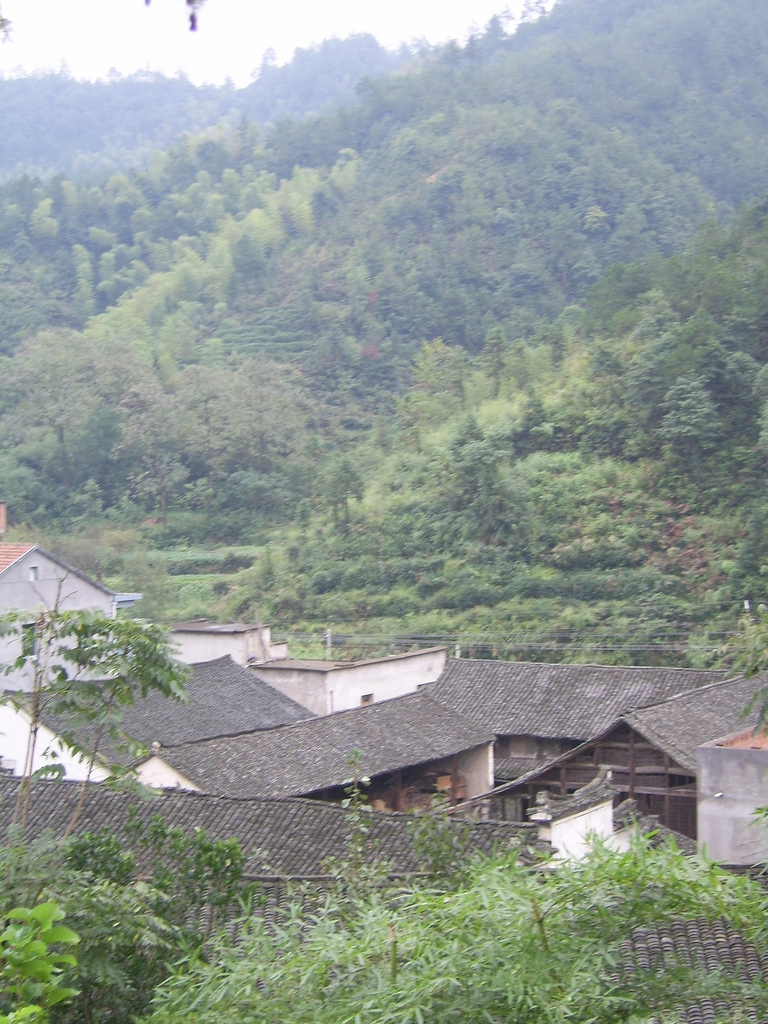
Villaggio nello Jiangnan

Le prime testimonianze archeologiche sono relative alla Cultura di Majiabang e di quella di Hemudu. La successiva cultura Liangzhu, dal 2600-2000 a.C. circa, creò artefatti complessi di giada. La loro economia era basata sulla coltivazione del riso, sulla pesca e sulla costruzione di case su palafitte su fiumi o laghi. Durante la dinastia Zhou, i popoli  Wu e Baiyue abitavano la zona ed erano dediti all'agricoltura e alla costruzione di case su palafitte, ma andarono sempre più cinesizzandosi attraverso il contatto con gli stati cinesi del nord. Adottarono il sistema di scrittura cinese e crearono eccellenti spade di bronzo. Lo  stato Chu da ovest (in Hubei) si espanse in questa zona e sconfisse gli Yue. Dopo che lo stato Chu fu conquistato dai  stato Qin, la Cina venne unificata. Solo dopo la caduta della dinastia Jin occidentale all'inizio del IV secolo, i cinesi del nord si trasferirono nello Jiangnan in numero significativo. La valle del Fiume Giallo stava diventando sterile a causa di inondazioni (dovute alla mancanza di alberi dopo il loro taglio per creare terreni agricoli) e continue vessazioni, e l'invasione da parte dei nomadi Wu Hu. 
Sebbene la civiltà cinese abbia avuto origine nella pianura della Cina del Nord attorno al Fiume Giallo, i cambiamenti climatici naturali e le continue molestie da parte dei nemici nomadi danneggiarono la produzione agricola durante il primo millennio. Molte persone si trasferirono nella Cina meridionale, dove il clima caldo e umido della zona di Jiangnan era ideale per sostenere l'agricoltura e consentire il sorgere di città altamente sofisticate. Già nella dinastia Han orientale (circa II secolo), le aree di Jiangnan erano diventate una delle zone economicamente più importanti della Cina. Oltre al riso, Jiangnan coltivava prodotti commerciali altamente redditizi come il tè, la seta e la porcellana celadon(Shangyu). Comodi mezzi di trasporto - quali il Gran Canale a nord, il fiume Azzurro a ovest e porti marittimi come Yangzhou - contribuirono notevolmente al commercio locale e a quello tra l'antica Cina e altre nazioni.
Diverse dinastie cinesi ebbero sede a Jiangnan. Dopo la caduta della dinastia Qin, lo stato insurrezionale dei  Chu prese il controllo. Il loro sovrano, Xiang Yu era nato lì. Durante il periodo dei Tre Regni, Jianye (l'attuale Nanchino) era la capitale del Wu orientale. Nel III secolo, molti cinesi del nord si trasferirono nello Jiangnan dopo che gruppi nomadi assunsero il controllo del nord. Nel X secolo, Wuyue era un piccolo regno costiero fondato da Qian Liu che ebbe un impatto culturale duraturo sullo Jiangnan e la sua gente fino ad oggi. Dopo che gli  Jurchen sottomisero completamente la Cina settentrionale, nelle guerra Jin-Song degli anni 1020, l'esiliata dinastia Song si ritirò a sud, stabilendo la nuova capitale della dinastia Song meridionale a Hangzhou nel 1127. 

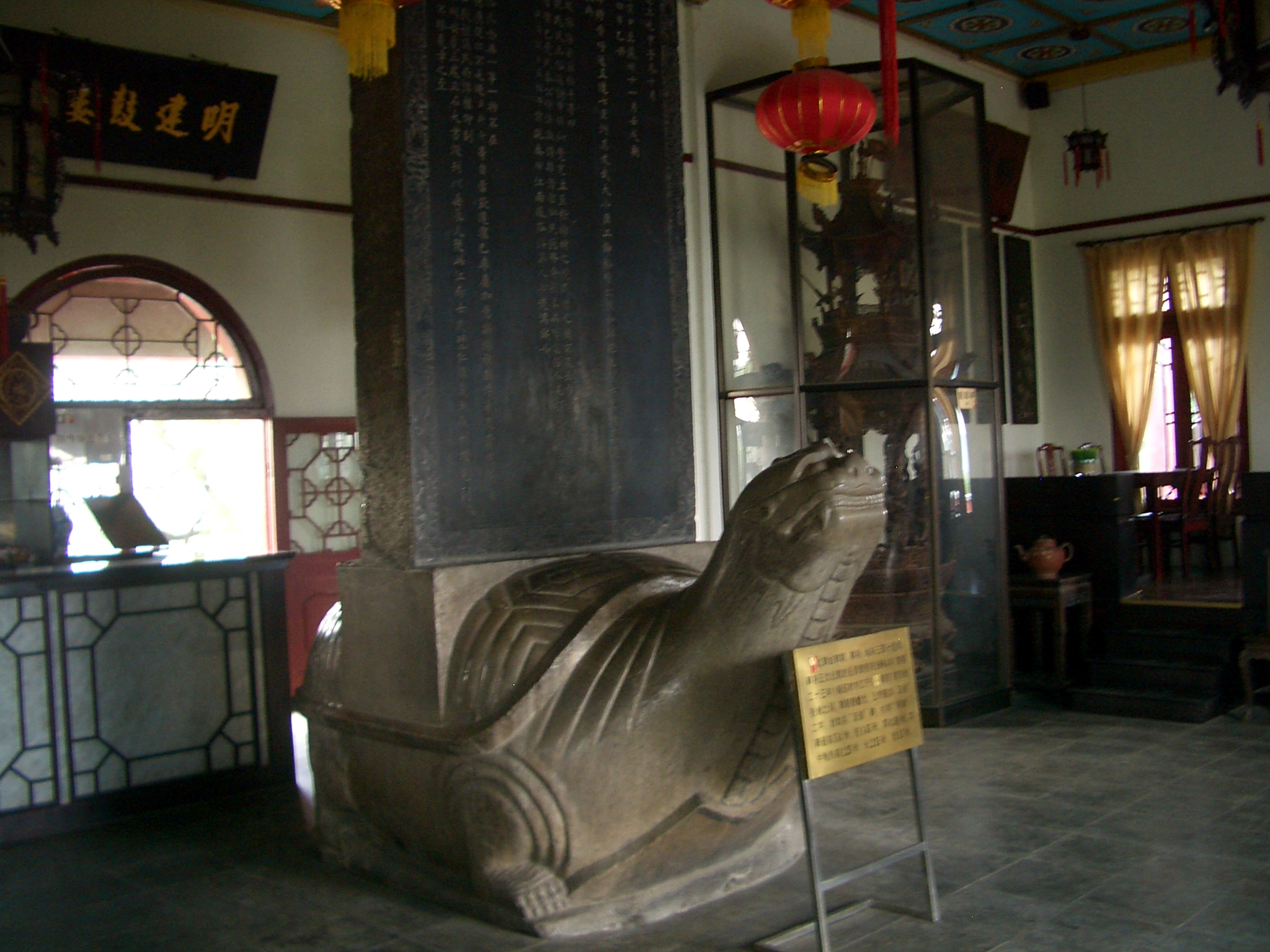
Una tartaruga in pietra con una lapide commemorativa di una visita dell'imperatore Kangxi a Nanchino nel 1684

Durante gli ultimi anni della dinastia Yuan, Jiangnan fu combattuta da due principali stati ribelli: Zhu Yuanzhang  fazione Ming, con sede a Nanchino, e Suzhou - fazione centrale di Wu guidata da Zhang Shicheng. Una rivalità decennale si concluse con la cattura di Suzhou da parte di Zhu nel 1367. Avendo così riunificato lo Jiangnan, Zhu si autoproclamò il primo imperatore della dinastia Ming il giorno del Capodanno cinese (20 gennaio) del 1368, e pochi mesi dopo espulse anche i mongoli dalla Cina settentrionale. Nanchino rimase la capitale della dinastia Ming fino all'inizio del XV secolo, quando il terzo sovrano Ming, Yongle, trasferì la capitale a Pechino.
Quando la dinastia Qing entrò per la prima volta in Cina, la nobiltà di Jiangnan offrì resistenza negando di pagare le tasse al governo.
L'imperatore Qianlong dei Qing visitò diverse volte Jiangnan (下隆T, 乾S, 隆Qiánlóng Xià JiāngnánP, lett. "下江南"), che sono stati soggetto di numerosi drammi popolari di opera cinese. In precedenza, anche l'imperatore Kangxi aveva visitato la regione.
Dopo la rivolta dei Taiping, nel XIX secolo, il regime costituito dai ribelli Taiping occupò lo Jiangnan creando la sua capitale a Nanchino. L'area risultò molto danneggiata quando la ribellione fu sedata e restaurato l'impero Qing.
Dopo la caduta della dinastia Qing, nel 1911, e la Spedizione del Nord di Chiang Kai-shek, la  Repubblica di Cina (ROC), a seguito dei desideri di Sun Yat-sen, rese Nanchino la capitale nazionale. Dalla fine degli anni 1920 fino alla seconda guerra mondiale, l'area di Jiangnan era al centro dello sviluppo economico cinese. Gran parte dell'élite dirigente del Kuomintang e l'élite economica della ROC provenivano dall'area di Jiangnan.

### Identità geografica

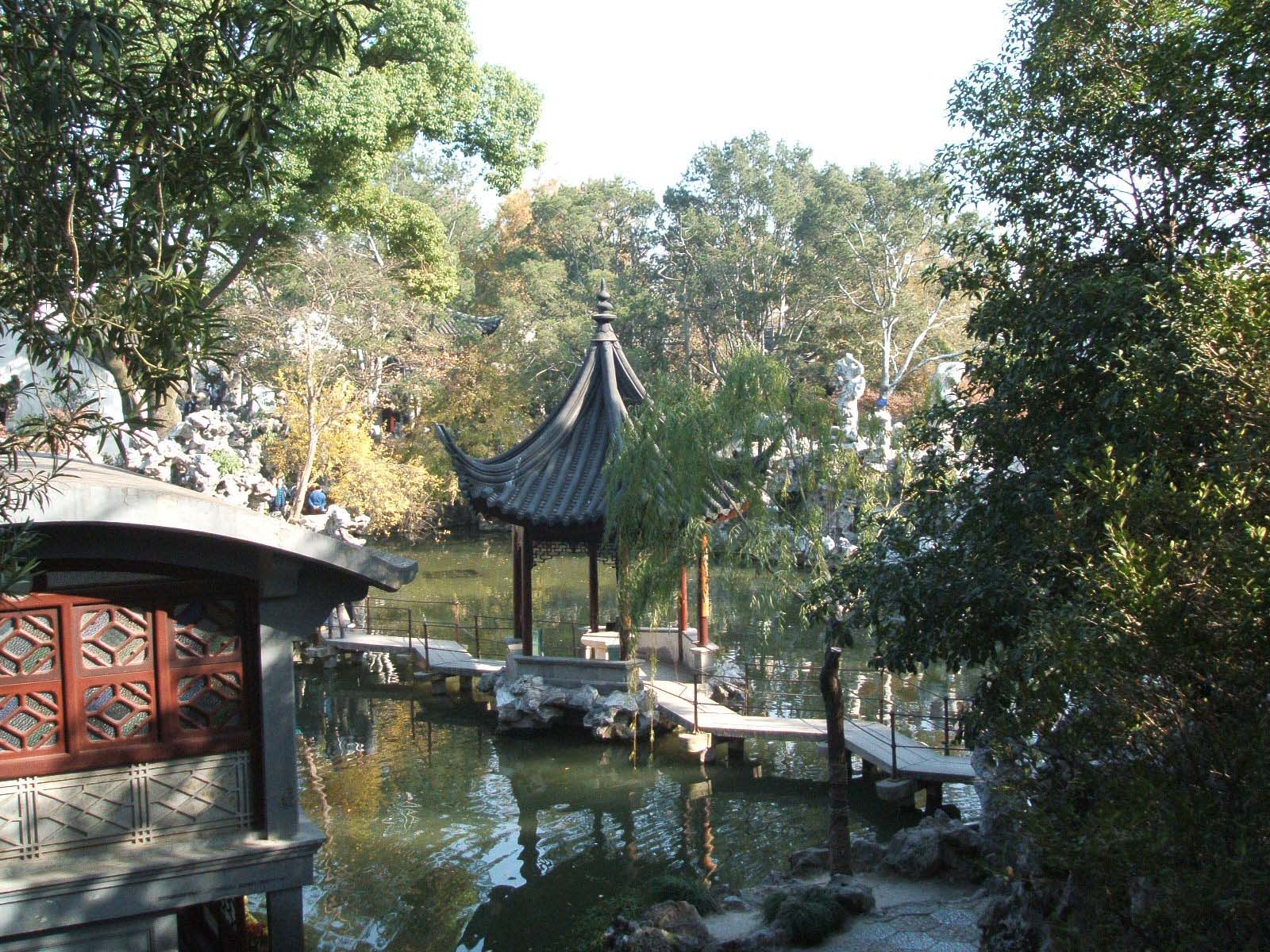
Shizilin

Anche il dialetto venne usato come strumento per l'identità e la politica regionale in Jiangbei e Jiangnan. La città di Yangzhou, che era un fiorente e prospero centro di commercio, era considerata parte del Jiangnan (a sud del fiume), che era noto per essere ricco, anche se si trovava a nord del Fiume Azzurro. Una volta che la ricchezza e prosperità di Yangzhou cominciarono a calare, venne considerata parte del Jiangbei, e detta "ristagno". Dopo che Yangzhou venne separata dallo Jiangnan, i suoi abitanti decisero di sostituire il Mandarino, che era il dialetto di Yangzhou, con il Taihu Wu. Nello stesso Jiangnan, diversi sottodialetti di  Wu combatterono per una posizione di prestigio dialettale.

## Città importanti
- Hangzhou - storica capitale della dinastia Song.
- Nanchino - storica capitale di diversi periodi nella storia della Cina.
- Nantong - città prefettura della provincia di Jiangsu.
- Ningbo - città sub provinciale nel nord-est della provincia dello Zhejiang.
- Shanghai - uno dei centri più importanti della Cina dal punto di viste economico e finanziario.
- Suzhou - famosa per I suoi canali e le belle architetture di templi e giardini.
- Wenzhou - città nel sud-est della provincia dello Zhejiang.
- Wuxi - vicina a Suzhou, famosa per le sue belle viste del lago Tai (uno dei cinque maggiori laghi d'acqua dolce in Cina) e per la cultura. Culla dell'industria nazionale cinese.